# Turystyka w Porto

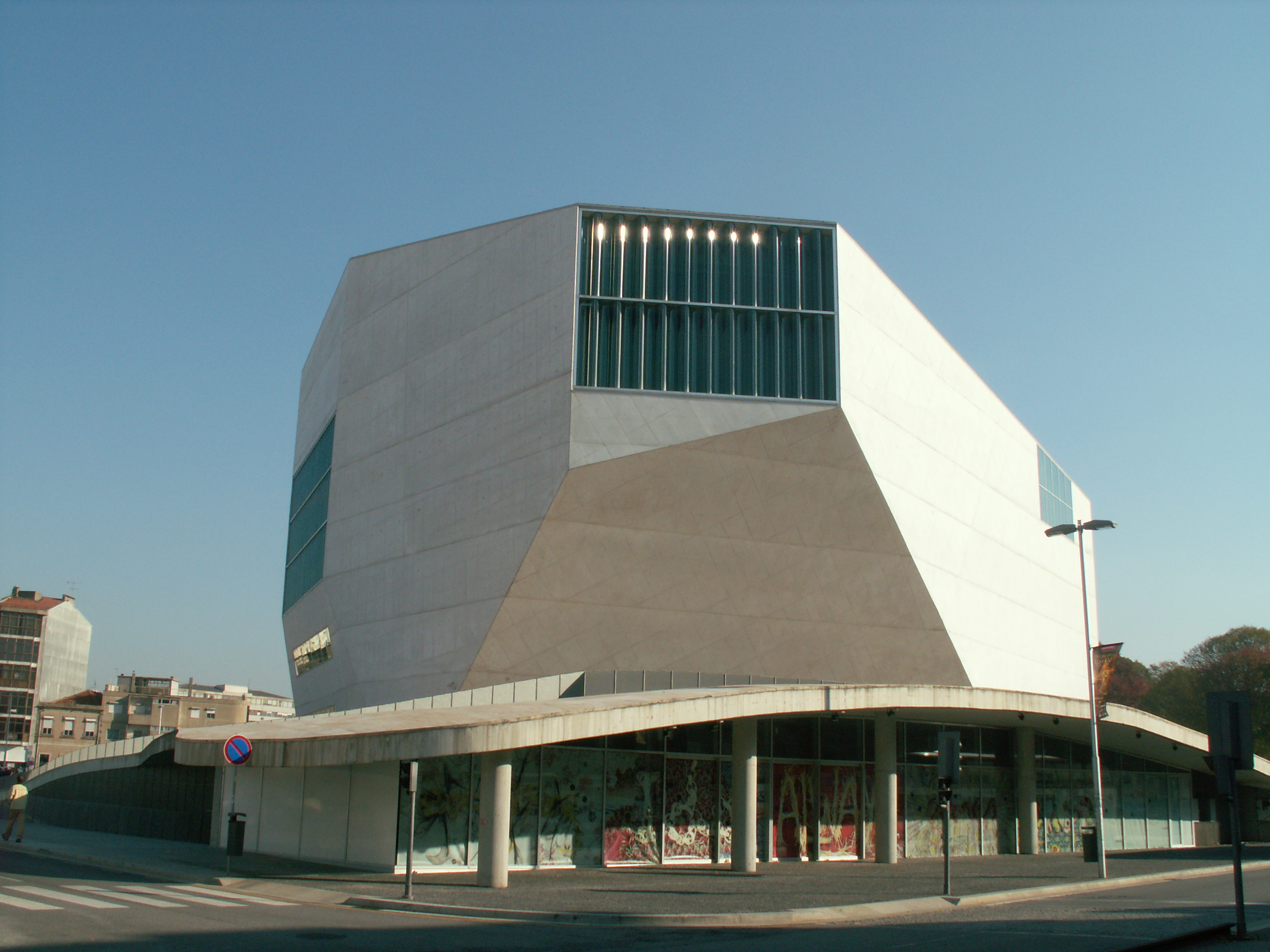
Casa da Musica

Porto (znane również jako Oporto – litera O występuje tu jako rodzajnik męski) jest miastem atrakcyjnym pod względem turystycznym. Najważniejszym miejscem jest stare miasto wpisane na Listę światowego dziedzictwa UNESCO.
Centrum miasta położone jest na granitowym wzgórzu Penaventosa, opadając ku północnemu brzegowi rzeki Duero, której brzegi łączy 6 mostów, kończąc się na nabrzeżu Ribeira. Najstarsze budynki pochodzą ze średniowiecza, jednakże znajdują się tu również budowle z XX wieku, jak choćby Casa da Musica. Należy również wspomnieć o wytwórniach win w sąsiednim Vila Nova de Gaia, produkujących sławne Porto w których organizowane są wycieczki z przewodnikiem, połączone z degustacją.

## Główne atrakcje turystyczne

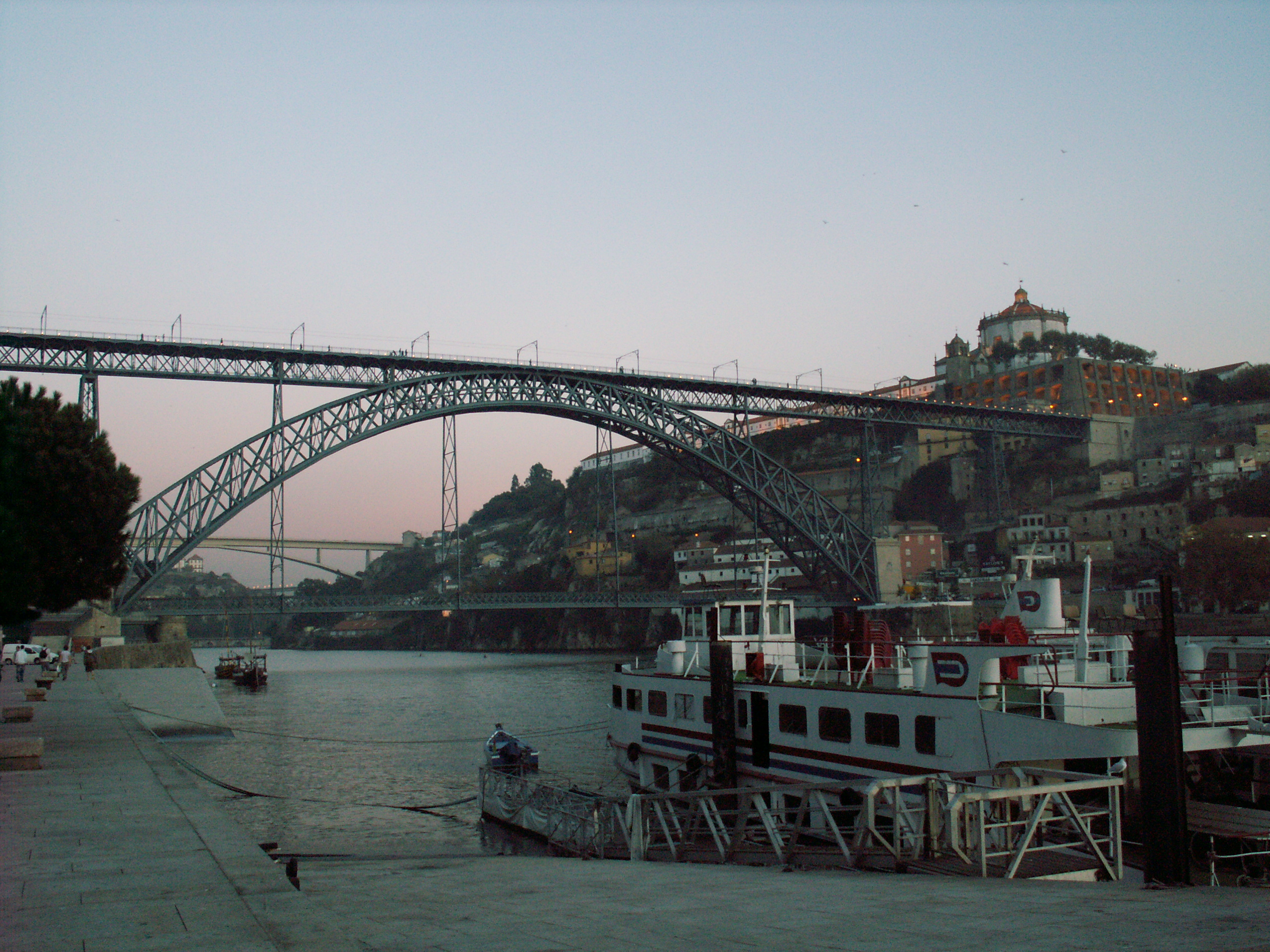
Ponte Dom Luís I.

- Cais da Ribeira - nabrzeże Ribeira
- Igreja de São Francisco - kościół świętego Franciszka
- Igreja e Torre dos Clérigos
- Sé Catedral
- Palácio da Bolsa
- Ponte Dom Luís I
- Museu de Arte Contemporânea de Serralves
- Wizyta w jednej z wytwórni win

## Najważniejsze części miasta

### Okolica wpisana na listę UNESCO
Porto rozpoczęło starania o wpis na Listę światowego dziedzictwa UNESCO w roku 1993, a uzyskało go 3 lata później.

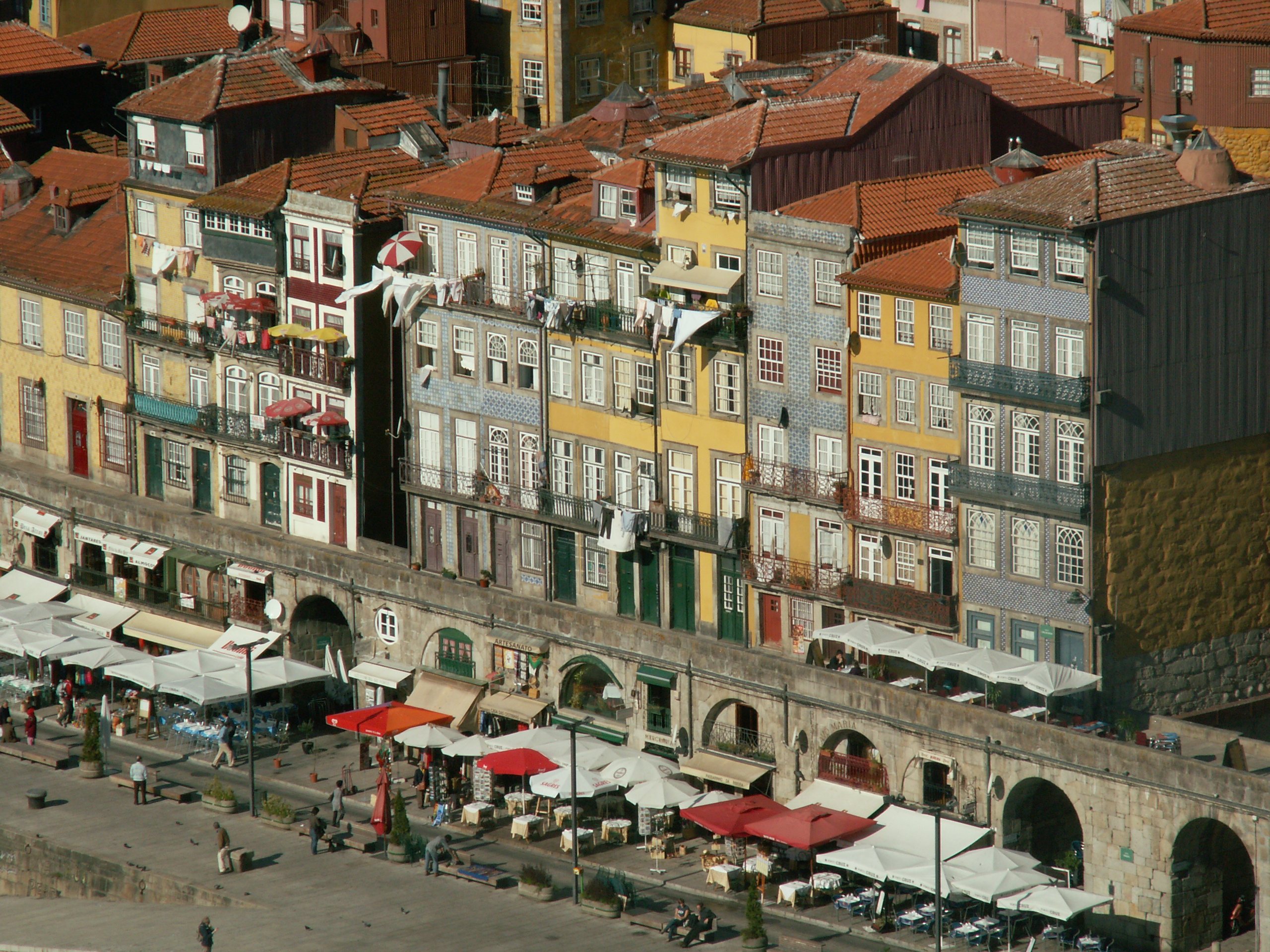
Cais da Ribeira.

Obszar zakwalifikowany obejmuje średniowieczną dzielnicę znajdującą się w obrębie XIV-wiecznego muru, którego pozostałości istnieją do dziś. Swym zasięgiem pokrywa obszar na południe od Praça da Liberdade, przekraczając rzekę Douro, aż po Vila Nova de Gaia. Większość z najciekawszych miejsc w mieście znajduje się właśnie tutaj. Najważniejsze z nich to Cais da Ribeira i Ponte Dom Luís I.

### Centrum miasta
Centrum miasta jest również jego centrum handlowym. Znajdują się tu siedziby wielu banków. Oprócz tego jest tu kilka interesujących placów oraz ulic (niektóre tylko dla ruchu pieszego) z mieszanką budynków w różnych stylach. 
Centralnym punktem tej okolicy jest Avenida dos Aliados, która zakończona jest od północy placem Praça do General Humberto, a od południa placem Praça da Liberdade. Budynki na niej położone są zbudowane głównie w stylu neoklasycystycznym. Północny koniec ulicy zdominowany jest przez ratusz (Câmara Municipal do Porto zwany również Paços do Concelho), który wygląda na bardzo stary, ale pochodzi z roku 1957. Z kolei na środku Praça da Liberdade, znajduje się rzeźba jeźdźca, którym jest XIX-wieczny król Pedro IV, a odsłonięta została w roku 1866.
Na wschód od Praça do General Humberto znajduje się kolorowy, dwupoziomowy, XIX-wieczny budynek targu spożywczego Mercado do Bolhão. Jeszcze bardziej na północ znajduje się Rua de Santa Catarina, główna ulica handlowa miasta. Znajduje się przy niej również Capela das Almas, XVIII-wieczny budynek, wykończony charakterystycznymi płytkami azulejos. W okolicy znajduje się również teatr Coliseu.
Na zachód od Praça da Liberdade, niedaleko szpitala Hospital Santo Antonio, znajduje się mały park Jardim Cordoaria, a w jego okolicy kilka budynków należących do lokalnego uniwersytetu.

### Na zachód od centrum

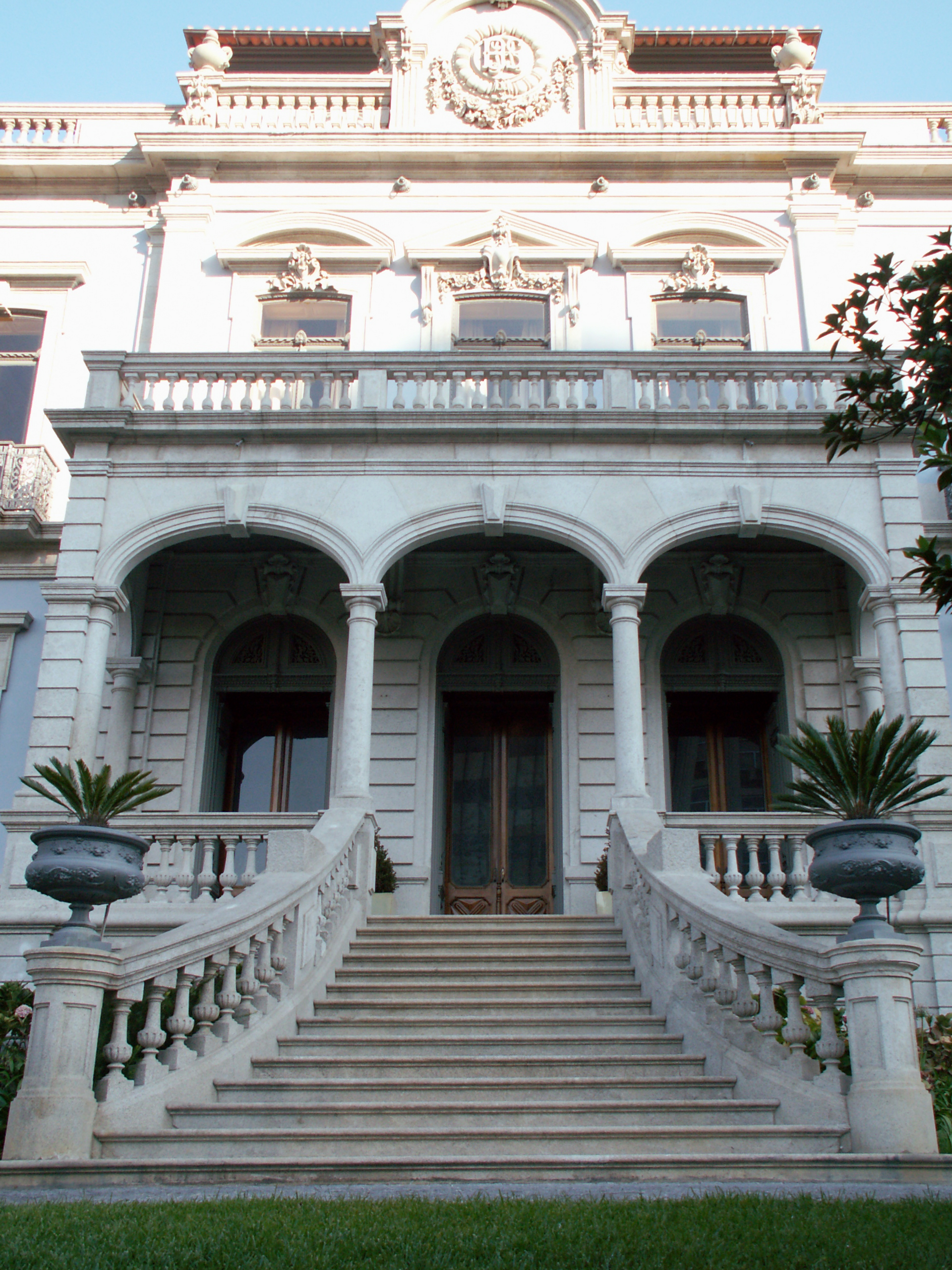
Jeden z domów w dzielnicy Boavista.

Wiele z najciekawszych muzeów i atrakcji Porto, znajduje się na zachód od centrum miasta. Okolica oferuje kontrast do zatłoczonej Ribeiry. Można ją podzielić na 2 części: Boavistę i Foz do Douro.
Boavista FC rozpoczyna się na Rotundzie da Boavista (oficjalna nazwa - Praça de Mouzinho de Albuquerque), zatłoczone rondo z małym parkiem pośrodku, położone w odległości 3 kilometrów na północny zachód od Praça da Liberdade. Środek parku zdominowany jest przez potężną kolumnę, wybudowaną w 1951 na pamiątkę Wojny Przylądkowej (1808–14)i zwycięstwa nad Francją. Na północ od ronda znajduje się Casa da Musica. Avenida da Boavista ciągnie się przez 8 kilometrów od rotundy, po Atlantyk i Foz do Douro, przecinając Parque da Cidade (największy park w Porto). Posąg jeźdźca nieopodal morza to król Jan VI (władca Portugalii z początku XIX wieku), spoglądający w kierunku Brazylii. Wzdłuż ulicy przykuwają uwagę XIX-wieczne domy zbudowane przez Portugalczyków wracających ze swoimi fortunami z Brazylii. W Połowie ulicy znajduje się znane Museu de Arte Contemporâneade Serralves.
Foz do Douro rozciąga się na zachód od Ponte da Arrábida. Znajduje się tutaj kilka ciekawych obiektów, zwłaszcza dwa forty znajdujące się na nabrzeżu: Castelo do Queijo, znajdujący się na końcu Avenidy da Boavista i Castelo de São João.

## Kuchnia
Kuchnia nie należy do wyszukanych. Używa się tu dużo ziół i przypraw, a jedzenie jest tu generalnie lepsze niż na południu Portugalii. Serwowane dania są całkiem duże, więc śmiało można poprosić o pół porcji (meia dose). Zdarza się, że kelnerzy przynoszą chleb, oliwki czy ser, za które często trzeba później zapłacić. Jeśli chce się tego uniknąć, należy je po prostu odesłać lub zostawić nietknięte.
Głównymi daniami są te oparte na rybach i owocach morza, a podobnie jak w całym kraju króluje tu bacalhau (suszony i solony dorsz). Spośród mięs najpopularniejsze są: dziczyzna, wołowina i mięso kozie.
Najpopularniejsze miejscowe dania:
- bacalhau (suszony i solony dorsz)
- caldo verde (zupa z ziemniaków i kapusty)
- broa (tradycyjny chleb)
- cabrito assado (baranina)
- tripas à moda do Porto (rodzaj gulaszu z fasoli, kiełbasy i tłustego mięsa)
- francesinha (ciepła kanapka)
- papos de Anjos (deser z żółtek i wina Porto)
- pão de ló (ciasto)
- biscoito da Teixeira (ciasto)